# Клічкув-Малий
Клічкув-Малий (пол. Kliczków Mały) — село в Польщі, у гміні Бжезньо Серадзького повіту Лодзинського воєводства.
Населення — 359 осіб (2011).

## Демографія
Демографічна структура станом на 31 березня 2011 року:
|          | Загалом | Допрацездатний вік | Працездатний вік | Постпрацездатний вік |
| -------- | ------- | ------------------ | ---------------- | -------------------- |
| Чоловіки | 186     | 53                 | 116              | 17                   |
| Жінки    | 173     | 37                 | 94               | 42                   |
| Разом    | 359     | 90                 | 210              | 59                   |